# ISO 3166-2:SM
ISO 3166-2:SM – kody ISO 3166-2 dla podjednostek administracyjnych San Marino.
Kody ISO 3166-2 to część standardu ISO 3166 publikowanego przez Międzynarodową Organizację Normalizacyjną. Kody te są przypisywane głównym jednostkom podziału administracyjnego, takim jak np. województwa czy stany, każdego kraju posiadającego kod w standardzie ISO 3166-1.
Aktualnie (2019) dla San Marino zdefiniowano kody dla 9 miast.
Pierwsza część oznaczenia to kod San Marino zgodnie z ISO 3166-1, natomiast druga część oznaczenia znajdująca się po myślniku to dwucyfrowy kod jednostki administracyjnej.

## Kody ISO
| Kod ISO | Nazwa jednostki administracyjnej | Nazwa jednostki administracyjnej w języku włoskim | Rodzaj jednostki administracyjnej |
| ------- | -------------------------------- | ------------------------------------------------- | --------------------------------- |
| SM-01   | Acquaviva                        | Castello di Acquaviva                             | miasto                            |
| SM-02   | Chiesanuova                      | Castello di Chiesanuova                           | miasto                            |
| SM-03   | Domagnano                        | Castello di Domagnano                             | miasto                            |
| SM-04   | Faetano                          | Castello di Faetano                               | miasto                            |
| SM-05   | Fiorentino                       | Castello di Fiorentino                            | miasto                            |
| SM-06   | Borgo Maggiore                   | Castello di Borgo Maggiore                        | miasto                            |
| SM-07   | San Marino                       | Città di San Marino                               | miasto                            |
| SM-08   | Montegiardino                    | Castello di Montegiardino                         | miasto                            |
| SM-09   | Serravalle                       | Castello di Serravalle                            | miasto                            |